# Zialony Wostrau (przystanek kolejowy)
Zialony Wostrau (biał. Зялёны Востраў; ros. Зелёный Остров) – przystanek kolejowy w pobliżu miejscowości Zialony Wostrau, w rejonie budzkim, w obwodzie homelskim, na Białorusi. Położony jest na linii Homel - Żłobin - Mińsk.